# 奥美
奥美（英語：Ogilvy；原名： / ）是一家美國跨國廣告、市場行銷及公關公司，現為WPP集團旗下子公司，總部位於紐約。其最早歷史可追溯至艾德蒙·馬瑟（Edmund Mather）於1850年在倫敦創立的廣告公司。1964年，大衛·奧格威（David Ogilvy）於1948年在紐約成立的廣告公司與之合併，此後的企業新行號便由兩人姓氏串連而成。作爲世界最大的廣告代理商之一，奥美以承製IBM、美國運通、品客、聯合利華（多芬）、可口可樂、高露潔等跨國品牌的廣告作品而聞名。

## 歷史
1948年，由有「現代廣告之父」之稱的大衛·奧格威在美國紐約創立。
1989年，WPP集團以8億2500萬美元強迫收購奧美廣告，成為全球最大的廣告集團。
1972年，國泰建業公司成立。1985年，國泰建業與奧美建立了技術合作以及合資協議，並且正式將公司名稱改為奧美廣告。1986年進入中國大陸。目前在北京、上海、廣州、福州、香港設立多家公司。
2002年，21世紀公關公司與WPP集團結盟，成立世紀奧美公關。
2017年6月20日，WPP集團整併，奧美數位媒體行銷納入傳立媒體。

## 中國奧美
1991年，奧美與中國最大的國有廣告公司上海廣告公司合資成立了「上海奧美」。目前，「奧美中國」已在上海、北京、廣州、香港等地開設辦事處，員工達1500餘名。「奧美中國」已成為全方位區域網路的組成部分，為客戶提供廣告、公共關係、顧客關係行銷、互動行銷、電話行銷、視覺管理、市場調研、促銷規劃和美術設計等全方位傳播服務，目前其在中國的客戶包括IBM、摩托羅拉、寶馬、殼牌、中美史克、柯達、肯德基、上海大眾、聯合利華和統一食品等。
2003年3月，原臺灣奧美集團董事長莊淑芬出任北京奧美集團董事長。
2017年1月16日，WPP集團宣佈，已由上海廣告收購「上海奧美廣告」和「上海奧美行銷顧問公司」股份，奧美中國全資獨立。